# Leucauge viridecolorata
Leucauge viridecolorata este o specie de păianjeni din genul Leucauge, familia Tetragnathidae, descrisă de Strand, 1916.
Este endemică în Jamaica. Conform Catalogue of Life specia Leucauge viridecolorata nu are subspecii cunoscute.